# 175166 Adirondack
175166 Adirondack este o planetă minoră (asteroid) din centura de asteroizi. A fost descoperită pe 3 martie 2005 la Jarnac Observatory⁠(d) de Jarnac Observatory⁠(d). 
Obiectul prezintă o orbită caracterizată de o semiaxă mare de 2,5446739039374 UAi, o excentricitate de 0,21, o înclinație de 5,7 ° în raport cu ecliptica.